# کاربازوکروم
کاربازوکروم یک عامل ضد خونریزی یا هموستاتیک است که جریان خون را با ایجاد تجمع و چسبندگی پلاکت‌ها در خون برای تشکیل پلاک پلاکتی متوقف می‌کند و جریان خون را از زخم باز متوقف می‌کند. امید است بتوان از این دارو در آینده برای جلوگیری از جریان خون بیش از حد در حین عمل جراحی و درمان هموروئید استفاده کرد، اما تحقیقات در مورد اثربخشی و شدت عوارض جانبی احتمالی هنوز کاملاً بی نتیجه مانده است. با تروکسروتین، برای استفاده در درمان هموروئید مورد بررسی قرار گرفته است.